# Biblioteca Vallicelliana
La Biblioteca Vallicelliana es una biblioteca pública de Roma situada en la Piazza della Chiesa Nuova, distrito de Parione, junto a la iglesia de Santa María en Vallicella, —de la que toma el nombre—, en el segundo piso del Oratorio dei Filippini. El edificio, obra del siglo XVII del arquitecto Francesco Borromini, fue construido por encargo de la Congregación del Oratorio de San Felipe Neri en los años 1637-1667.

## Historia
El primer registro documental de la biblioteca precede a la construcción del propio edificio y se remonta a 1581, año en el que Achille Stazio (Aquiles Estaço), mediante un testamento en favor de Felipe Neri y de la Congregación del Oratorio, dejó un patrimonio de 1.700 volúmenes impresos y aproximadamente 300 manuscritos. Se trataba principalmente de volúmenes sobre la historia de la Iglesia en el siglo XVI, es decir, en el período de la Reforma y la Contrarreforma. A este primer legado de libros se añadió poco después un segundo, compuesto por las obras propiedad del propio Felipe Neri, que pasaron al patrimonio de la Congregación a su muerte en 1595.

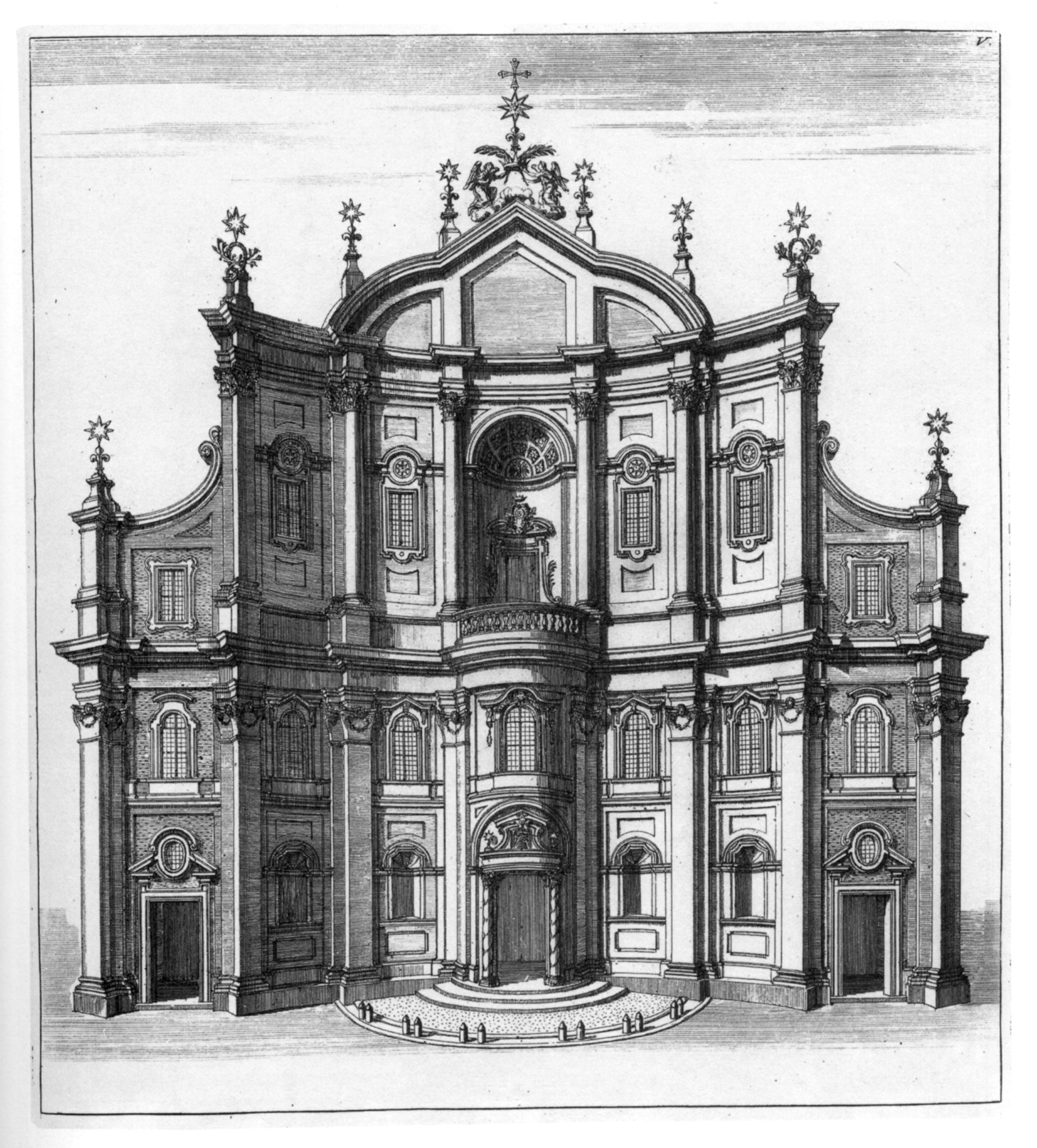
Dominique Barrière, fachada del Oratorio dei Filippini, 1658.

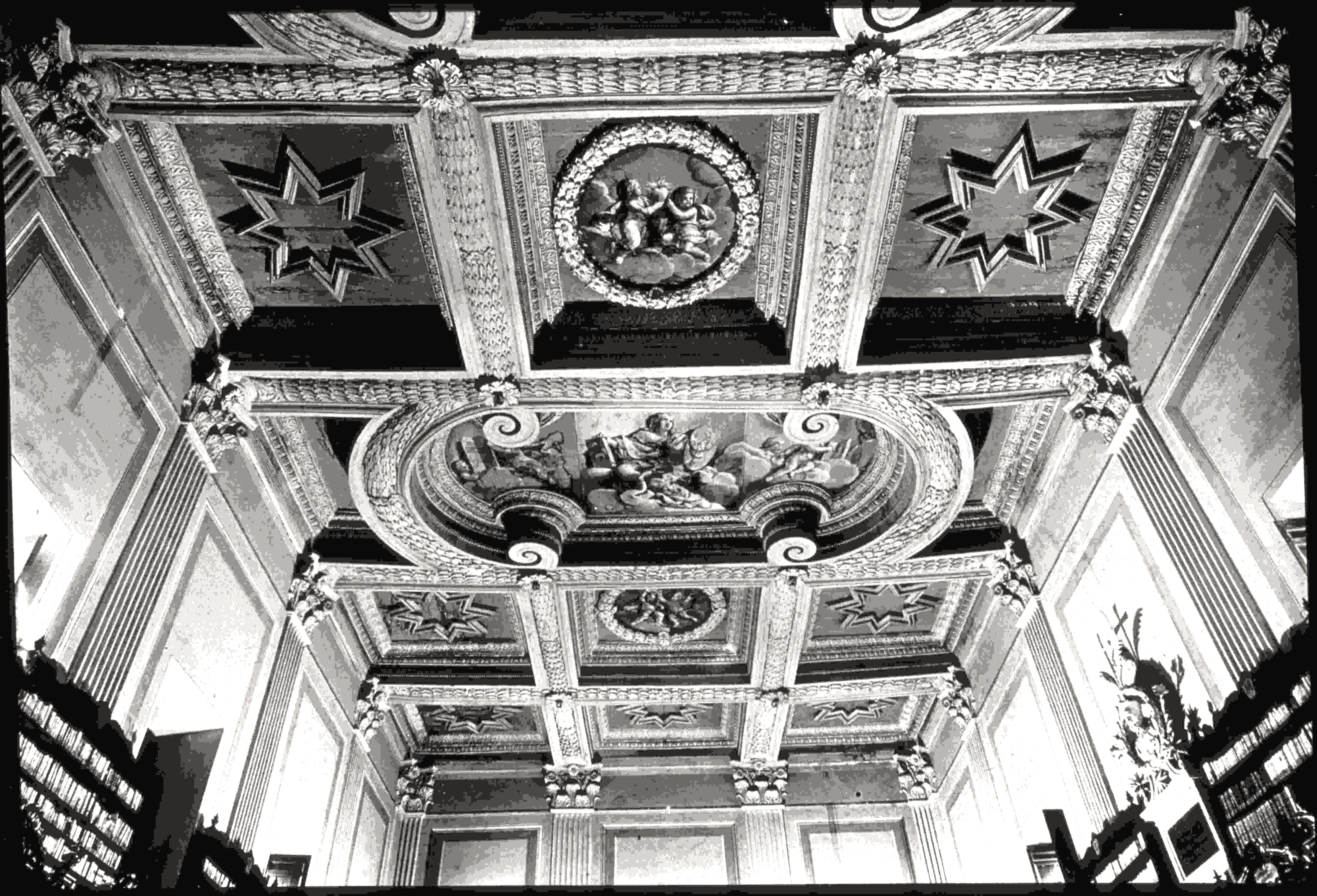
Artesonado en una fotografía histórica de Henry A. Millon

A los dos primeros fondos se sumaron sucesivamente numerosas y consistentes donaciones de libros a finales del siglo XVI y durante todo el siglo XVII: el Archivo y parte de la Biblioteca de San Juan in Venere (1585); la biblioteca del cardenal Silvio Antoniano, los libros de Pierre Morin y los del oratoriano Giovenale Ancina, obispo de Saluzzo (1604); los manuscritos procedentes de S. Eutizio, gracias a la intervención del abad Giacomo Crescenzi, y la colección del padre Antonio Gallonio, primer biógrafo de Felipe Neri (1605). Además, el siglo XVII se corresponde al período de mayor actividad cultural de la comunidad filipense; de hecho, precisamente durante esta fase: se publicaron los Annales Ecclesiastici de Cesare Baronio (que también apoyó un legado a la biblioteca de la Congregación, compuesto por una parte de su colección de libros, tras su muerte en 1607); se publicó la Roma subterránea de Antonio Bosio, editado por el padre Antonio Severano, y se difundió el Oratorio musical (forma de entretenimiento espiritual favorecido por Felipe Neri, que consideraba la música como un captador de almas). En 1669, pasó a la Biblioteca el fondo manuscrito del intelectual griego Leone Allacci, custodio de la Biblioteca Vaticana, compuesta por aproximadamente 237 manuscritos latinos y griegos. Sucesivamente fueron confiscados los legados de los padres filipenses Odorico Rinaldi, Giacomo Laderchi, Giuseppe Bianchini (heredero del erudito Francesco Bianchini).
No sólo legados de libros: en 1662, de hecho, también llegó el fondo de Virgilio Spada, compuesto por una colección de monedas, minerales, mayólicas y curiosidades.

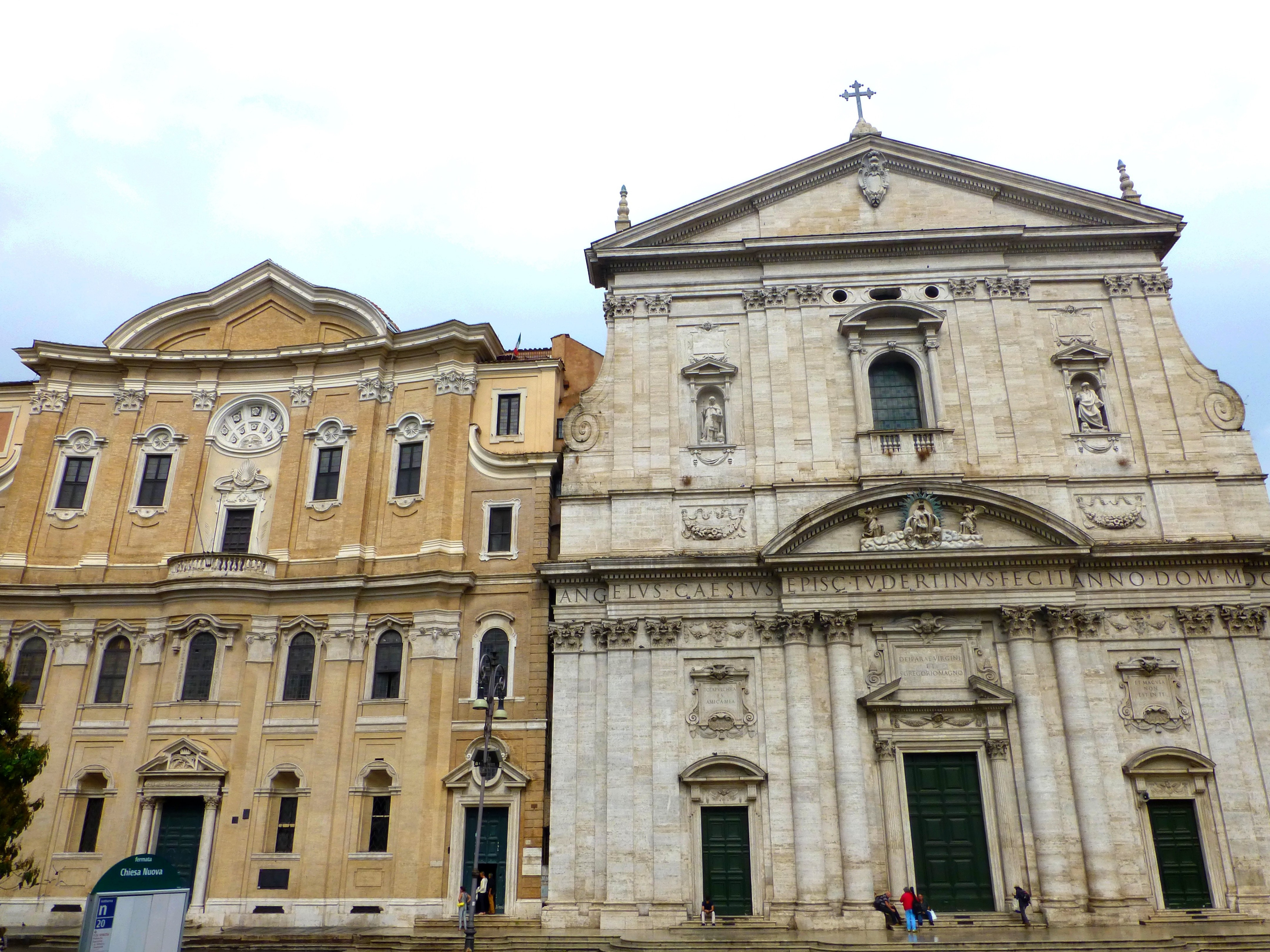
Fachadas de la Biblioteca Vallicelliana (izquierda) y de la iglesia de Santa María en Vallicella (derecha), en la Piazza della Chiesa Nuova de Roma.

Durante la ocupación francesa de Roma (1798-1799) la Biblioteca sufrió saqueos: en 1810, de hecho, fueron robados al menos 49 reliquias (recuperadas sólo parcialmente entre 1837 y 1838).
A raíz de la ley de supresión de corporaciones religiosas (aprobada en 1866 a propuesta del Ministerio de Justicia y Culto), en 1874 la Biblioteca Vallicelliana se transformó en biblioteca de derecho público, y en 1876 la junta liquidadora del eje eclesiástico de Roma dividió los documentos de la Congregación del Oratorio entre el Archivo Estatal de Roma, la propia Congregación y la Biblioteca.
En 1883 un decreto del Ministerio de Educación Pública colocó en las instalaciones de la Biblioteca la sede de la Sociedad Romana de Historia de la Patria y encomendó a esta última la dirección y gestión científica de la Biblioteca, al tiempo que asignaba la dirección administrativa a un custodio designado por el ministro. La situación persistió hasta 1946, cuando las relaciones entre los dos institutos se regularon de manera diferente: la gestión de los fondos vallicellianos volvió a la Biblioteca y también se le encomendó la organización bibliográfica y el uso público de las colecciones de la Sociedad. 
La Biblioteca Vallicelliana es hoy un instituto periférico del Ministerio de Cultura.

## Patrimonio
La colección Vallicelliana está compuesta actualmente por obras producidas principalmente entre los siglos XVI y XIX: cerca de 140.000 volúmenes (de los cuales unos 3.000 manuscritos, un pequeño núcleo de incunables, cerca de 40.000 documentos impresos incluido el patrimonio bibliográfico de la Sociedad Romana de Historia de la Patria, etc.), de material iconográfico (una colección de grabados y un fondo fotográfico), un fondo musical (cuyo repertorio se refiere a los siglos XVI y XVII).
La naturaleza temática de los volúmenes es amplia, aunque prevalecen las de tipo histórico-eclesiástico, erudito, patrístico y teológico; pero también textos de filosofía (incluidos numerosos comentaristas antiguos de Aristóteles), derecho, botánica, astronomía, arquitectura y medicina.
Las adquisiciones modernas son cuantitativamente de menor tamaño que las antiguas, consisten en monografías y publicaciones periódicas, y se caracterizan todas por ser instrumentos de análisis en profundidad, actualización y apoyo del fondo histórico del Instituto.